# Wodorek potasu
Wodorek potasu – nieorganiczny związek chemiczny potasu z grupy wodorków. W czystej formie występuje jako krystaliczny proszek lub igły. Handlowo dostępny jest jako 20–35% dyspersja w oleju mineralnym.
Jest stosowany jako silny reduktor oraz do otrzymywania superzasad (alkoholanów R−OK i amidków R−NHK). Jest zdolny do szybkiego odprotonowania alkoholi trzeciorzędowych, a także ketonów (powoduje ich enolizację), co oznacza, że jest wyraźnie silniejszą zasadą od wodorku sodu i wodorku litu.
Otrzymuje się go w bezpośredniej reakcji potasu z wodorem w podwyższonej temperaturze:
2K + H
2 → 2KH
Reaguje gwałtownie z wodą, dając wodorotlenek potasu i gazowy wodór:
KH + H
2O → KOH + H
2↑
W wysokiej temperaturze rozkłada się na pierwiastki składowe.